# Tecnópolis
Tecnópolis és una fira de ciència, tecnologia, indústria i art, amb seu a l'Argentina, i la més gran d'Amèrica Llatina, que es realitza de juliol a novembre de cada any a partir del 2011. Es munta al Parc del Bicentenario, al barri de Vila Martelli, municipi de Vicente López, província Buenos Aires, just en el límit amb la Ciutat Autònoma de Buenos Aires.
Va ser inaugurada el 14 de juliol de 2011, per la presidenta Cristina Fernández de Kirchner.

## Història

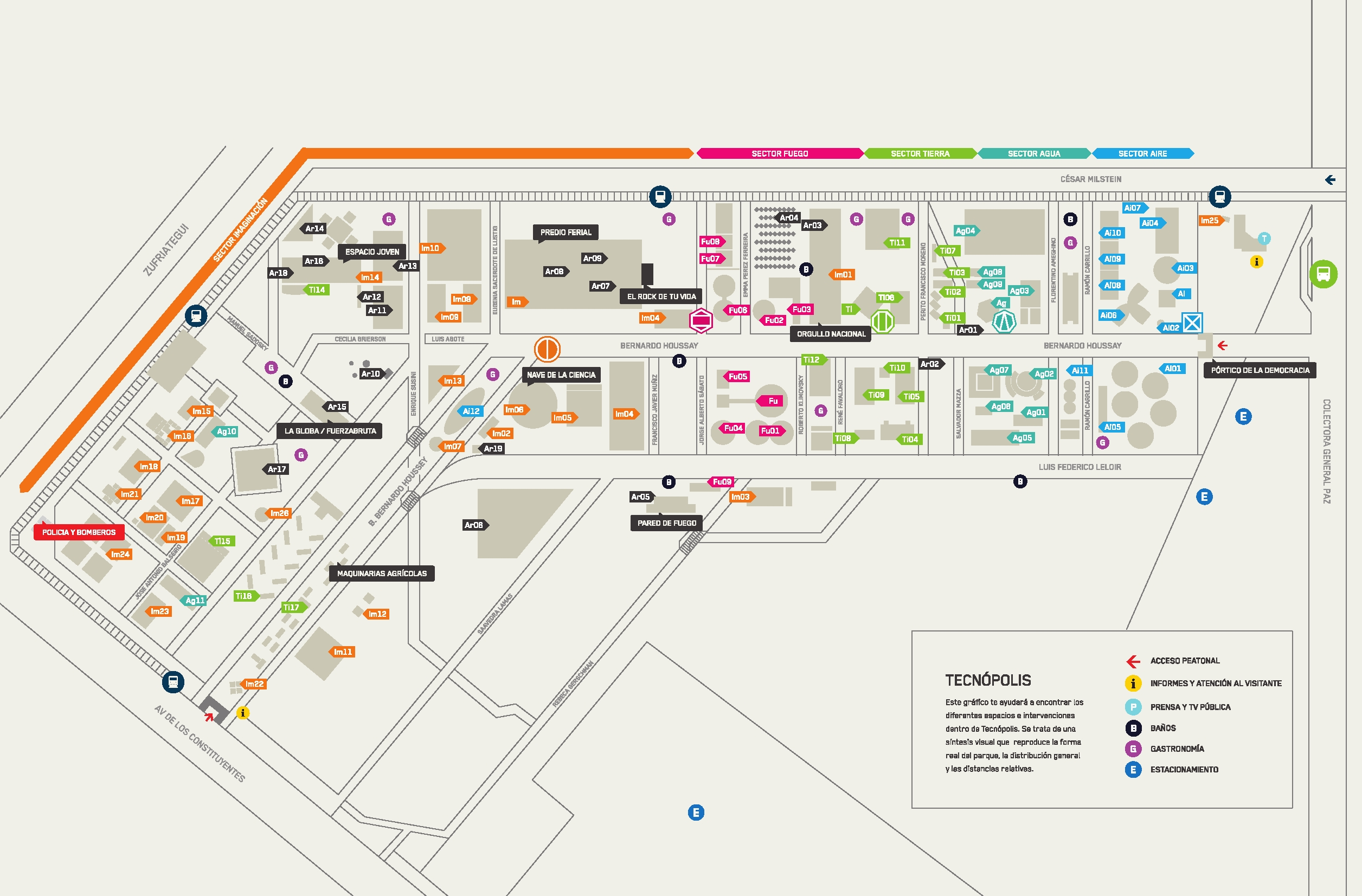
Mapa de Tecnópolis 2011.

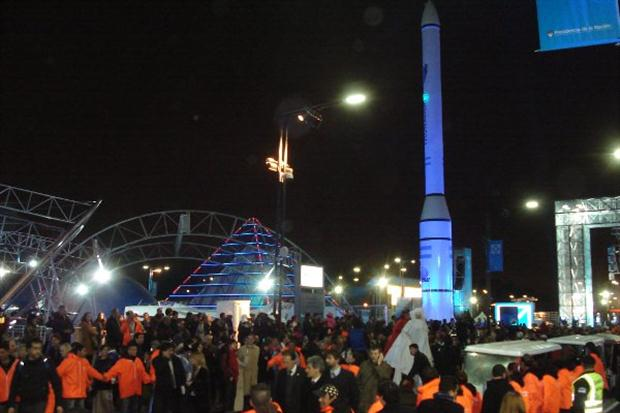
Entrada a Tecnópolis 2011, s'observa la Piràmide i el coet-llançadora espacial Tronador II.

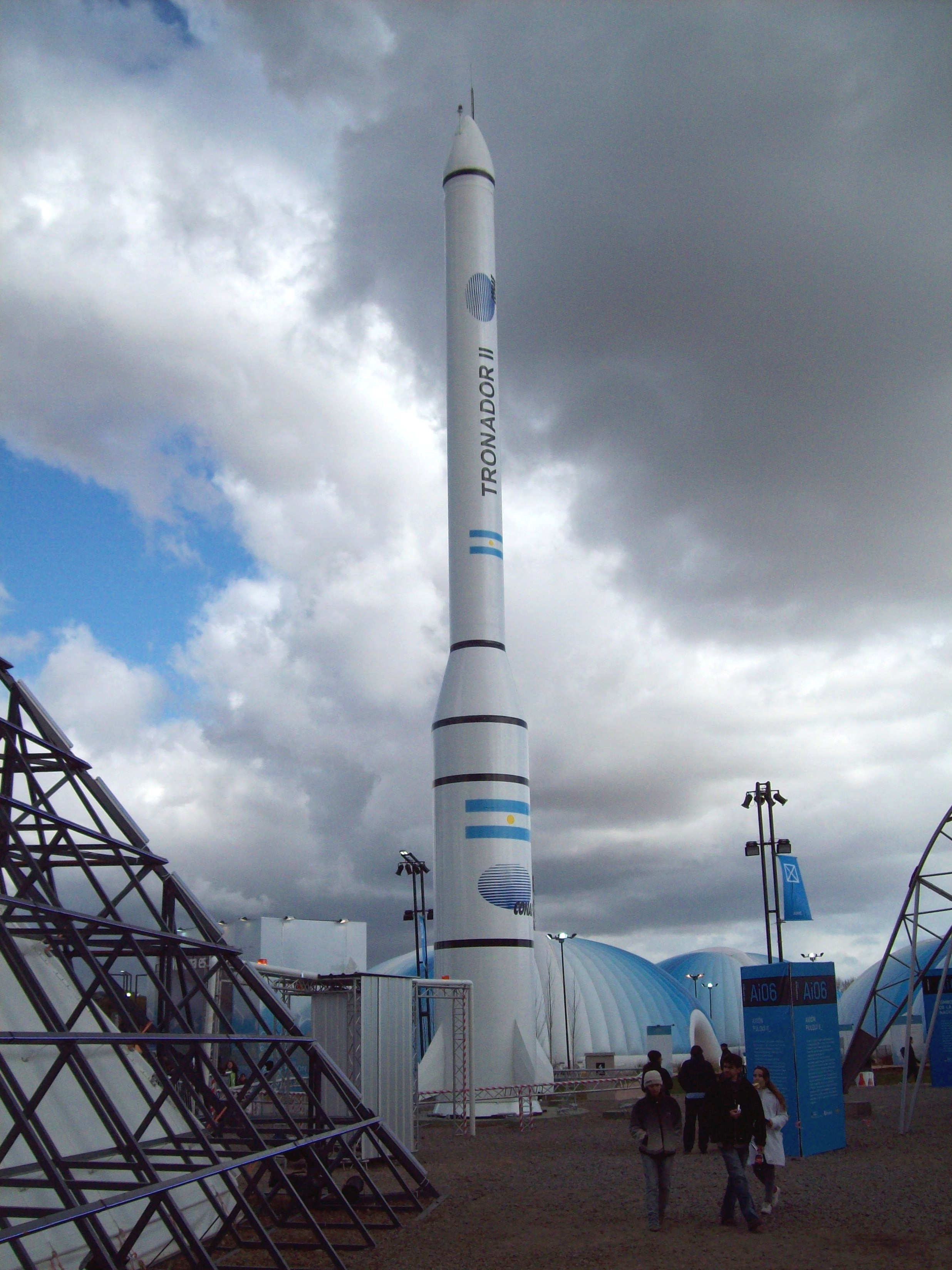
Coet Tronador II.

Inicialment, Tecnópolis estava planejada per realitzar-se a la ciutat de Buenos Aires, després dels festejos del Bicentenari de l'Argentina. La megamostra va ser concebuda com el final de les celebracions del Bicentenari que va organitzar el govern nacional durant 2010, i s'inauguraria el 19 de novembre de 2011 a la ciutat de Buenos Aires pel Dia de la Sobirania, aniversari de la batalla de la Volta d'Obligat, a la zona de parcs de l'avinguda Figueroa Alcorta.
No obstant això, a l'octubre de 2010, el Govern de la Ciutat de Buenos Aires va negar l'habilitació d'aquests predios, ja que col·lapsaria el sistema de transport de la ciutat durant la perllongada mostra.
El govern nacional va decidir ressituar la mostra en un predi de cinquanta hectàreas en la província de Buenos Aires, localitzat en Vila Martelli, Vicente López, situat al costat de la col·lectora de l'Avinguda General Paz. En aquest predi, part de l'antiga chacra Saavedra, es trobava el Batalló 601 d'exèrcit, Logístic 10, en 1930. Aquest lloc va ser un dels focus d'un alçament «carapintada» durant la presidència de Raúl Alfonsín.
El lloc va ser totalment reconvertit i actualment la major part dels seus terrenys correspon al Parc del Bicentenari, seu de la mostra Tecnópolis.
Durant la inauguració del nou canal TEC-Tecnópolis TV, el 18 d'abril de 2012, la presidenta Cristina Fernández va anunciar que la mostra Tecnópolis tornaria a obrir al juliol de 2012.

## Edició 2011: "Dir present Mirant al Futur"
L'exhibició 2011 va comptar amb més de 100 stands organitzats en cinc continents: Aigua, Terra, Aire, Foc i Imaginació. Aquests van portar als visitants cap a diferents vessants i pràctiques del passat, present i futur científic argentí. Per fer més educatiu aquest repàs històric, es va instal·lar una línia de temps expressada en cartells amb fites de les conquestes locals al món de la ciència.
En ingressar al predi es trobava el mateix estendard utilitzat pel grup FuerzaBruta durant els festejos del Bicentenari de l'Argentina. El mateix funciona fins al dia d'avui com a arc d'entrada al Parc del Bicentenario. Aquest grup també va utilitzar un dom on es va presentar el xou Parets de Foc. A més de la participació d'aquest grup, es van realitzar xous musicals en viu en el predi, incloent als grup Urraca, Pablo Montiel, Els Tipitos, La Manxa de Rolando, Bersuit Vergarabat, Dante Spinetta, entre d'altres.
L'exhibició va incloure xerrades i dissertacions científiques dirigides al públic en general. Alguns dels científics que van participar són Vicente Fangs, Nora Sabelli, Gonzalo Zabala, Alberto Saal, Sebastián Kadener, Roberto Etchenique, Lli Barañao, Ariel Arbiser, entre d'altres.
A més, en el predio es va instal·lar un quilòmetre i mitjà de vies, que van permetre circular a un tren destinat a recórrer la fira d'un extrem a un altre, amb quatre estacions en diferents punts de la mostra. Aquest tren és d'íntegra construcció al país, amb tecnologia de punta, realitzat per la ADIFSE. Compta amb la mateixa carrosseria d'un col·lectiu, és ultraliviano, no requereix vies especials, compta amb caixa automàtica i motor dièsel. Actualment, aquest model s'utilitza en diverses localitats del país com a servei regular.

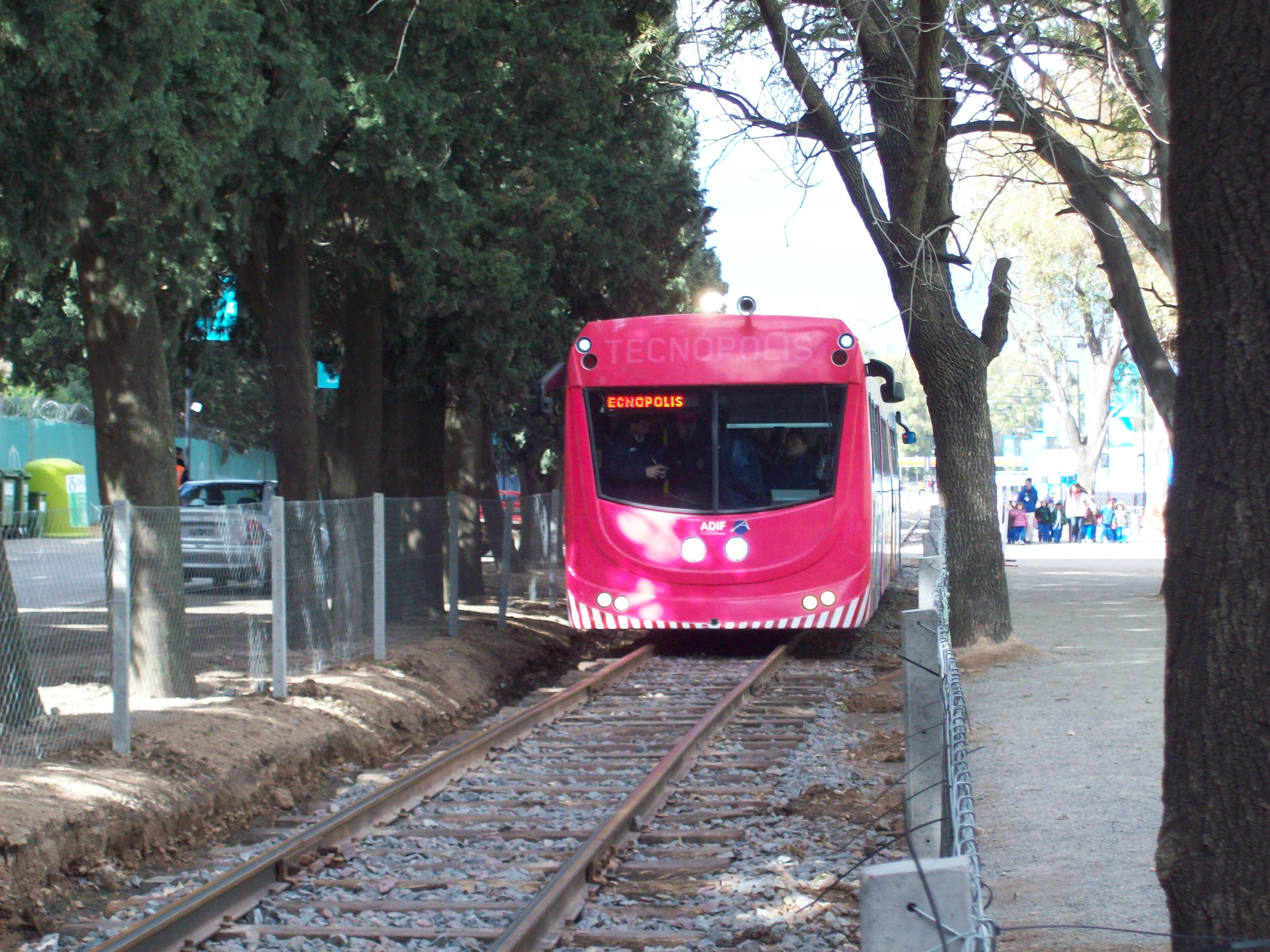

Els pavellons Núcleoeléctrica Argentina S.A. (NASA), Simulador Nuclear, CNEA, Gels Continentals i Messe Frankfurt van ser dissenyats per l'estudi d'arquitectura Blaustein-Tallon, i en la construcció del complex van participar prop de 300 contractistes, entre els quals es va destacar Electroenginyeria.

### Aigua
El Continent Aigua va estar compost per 11 stands: Aigua, ambient, desenvolupament sustentable, El far de la naturalesa, Yacyretá, la fi de la història, Gels argentins, L'element essencial, Biodiversitat, la riquesa natural, Casa de l'aigua: disseny participatiu, Aigua: desenvolupament i vida, Tandanor, gegant recuperat, Amfibi a eruga: mar i terra, Ampliar fronteres i Ports i vies navegables.

### Terra
El Continent Terra va estar compost per 18 stands: La galleda de la naturalesa, l'art i la tecnologia, VLEGA Gaucho: el tot terreny del Mercosur, Una família de blindats, Radars: avanç estratègic, Generant recursos, reduint deixalles, Innovació per la identitat i la memòria, Habitatge: inclusió social, Súper cultius del mercosur, Biotecnologia i ornamentació, Mercat federal: ocupació i qualitat de vida, Heroïna del desert xilè: la càpsula Fénix II, Sembrant valor, collint futur, Plaça de la pau, Unir al país, Dinosaures: els gegants argentins, Seguretat i sobirania alimentària, El tren de la història, Passeig de les MAQ i Bio Sidus - tambo farmacèutic.

### Aire
El Continent Aire va estar compost per 12 stands: Argentina a l'espai, El matí és avui, Porta d'ingrés a l'univers, Desxifrant l'univers, L'experiència de volar, Major tecnologia, menor contaminació, Símbols de l'aviació nacional, Helicòpters. Els nous, els que es modernitzen, Zona creativa Intel, Brasil: ciència i innovació, Els avions no tripulats de l'Argentina, Plaza de la llum i Parc astronòmic: l'altre cel.

### Foc
El Continent Foc va estar compost per 9 stands: Fem energia nuclear, El cicle de combustible atòmic, Laboratoris nacionals, Energia del futur, Experiència Atles, Torre d'Eling, De l'esport social a l'alt rendiment, Plaza dels míssils, Centre de simuladors i Centre d'entrenament mòbil.

### Imaginació
El Continent Imaginació va estar compost per 26 stands: Orgull Nacional: indústria i treball argentins, Municipi digital, Tecnologia al servei de la inclusió, Ciència, tecnologia i vida quotidiana, Salut pública, tecnologia de punta, La nau de la ciència, Tecnópolis TV, L'aventura de la nanotecnologia, Galpón de l'educació, Parc skate, La identitat que rebem, la identitat que lleguem, Ciència 2.0, Plaza de la memòria, Diví tresor: espai jove, Santa Creu és energia, Història i serveis del Banc Nacional, Alumini: pont al futur, Província de Missions, L'avenir de la bancarización, Yamaha: vivilo, Integració comunitària: present i futur, El bitllet electrònic argentí, Simulació de xocs: el món dels dummies, Megacircuit didàctic d'educació viària, La ràdio pública, IUNA.

## Edició 2012: "Energia per Transformar"

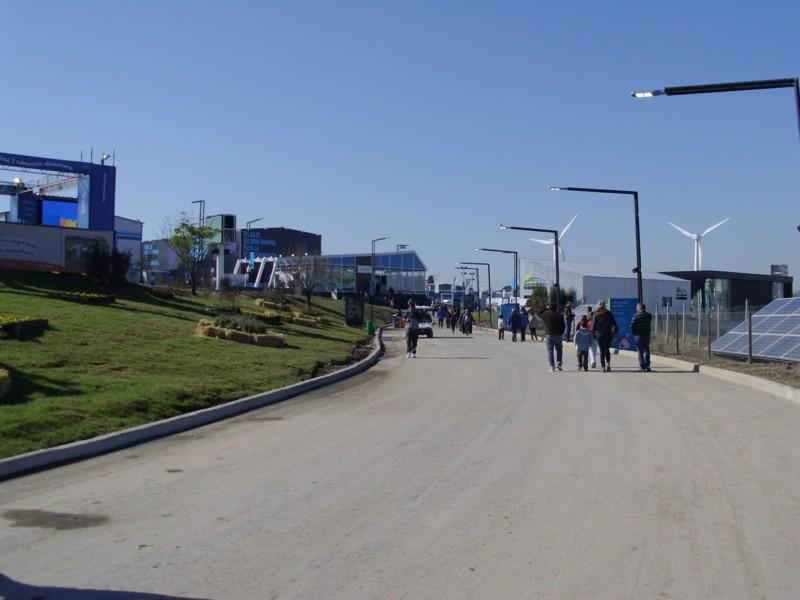
Tecnópolis 2012, Parc de l'energia

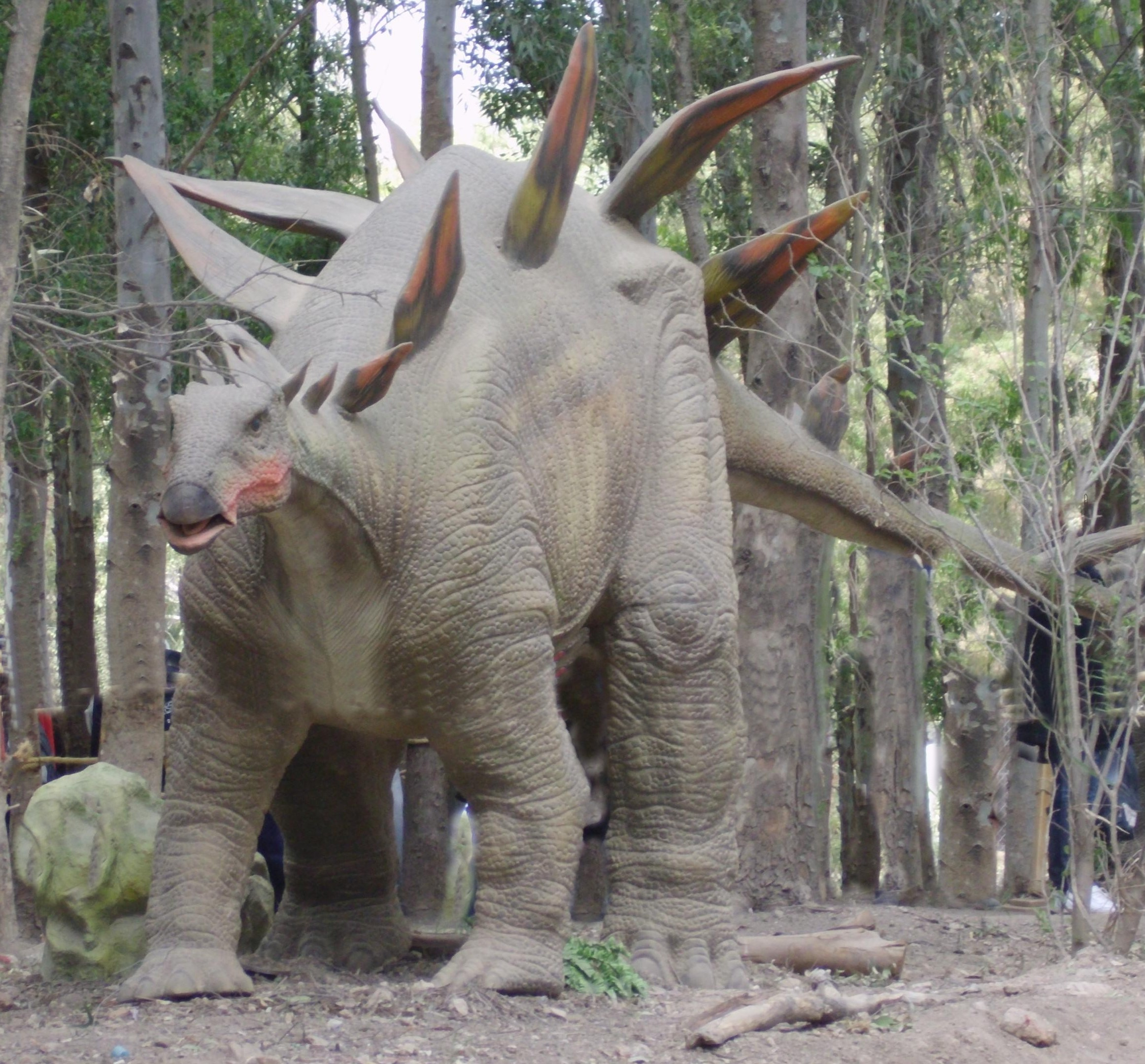
Tecnópolis 2012. Bioparque - Tierra de Dinos

El 12 de juliol de 2012 la presidenta Cristina Fernández va anunciar oficialment per cadena nacional la reobertura de la mostra el Dissabte 14 de juliol, a temps amb el començament del recés escolar d'hivern. A diferència de l'edició 2011, Tecnópolis es dividia aquesta vegada en 10 espais temàtics als quals es va denominar «parcs» en lloc dels cinc «continents» de l'edició anterior.
La reobertura va incloure una important expansió i remodelació, amb nous camins i carrers asfaltats, parquització, ampliació de l'espai de la mostra i estacionament, i la construcció de serveis sanitaris. L'entrada a la mostra contínua sent lliure i gratuïta. El lema d'aquesta edició, "Energia per Transformar", feia al·lusió a la llavors recent adquisició per part de l'Estat Nacional de la petroliera YPF, empresa que va estar present en la mostra a través d'un simulador d'excavacions.
La versió 2012 de Tecnópolis va comptar amb la participació de 125 empreses privades, abastant una important varietat de rubros.
És de destacar la presència de la Universitat de Buenos Aires, que va atorgar informació sobre totes les carreres que es dicten, inscripció al CBC, i vocacions. i va posar a disposició els seus mòbils d'assistència odontològica, el mòbil sanitari, i la mostra itinerant del Museu del deute extern.
La mostra incloïa en aquesta oportunitat al Parc de l'Energia, de 33 atraccions, inclòs el simulador d'extracció de petroli de YPF; el Parc Indústria Argentina, amb 8 atraccions entre les quals es van destacar el "Pavelló Orgull Nacional, Pla Estratègic 2020" i "Fet amb Disseny", on es van poder apreciar diferents exemplars de disseny argentí aplicat a diferents artefactes; el Parc Solar comptava amb panells solars que generen una part de l'energia del parc; el Parc del Coneixement, amb 30 atraccions que incloïen stands de diverses universitats, un simulador del Terratrèmol de Sant Joan i un gegantesc pavelló de les matemàtiques; el Bioparque, amb 5 atraccions entre les quals es troba "Terra de Digues-nos", un parc amb dinosaures robotitzats i altres coses relatives a la paleontologia; La Plaza Belgrano, un sector de dues hectàrees envoltat de 200 banderes argentines i un Centre d'Interpretació; Món Jove, 8 atraccions que inclouen un immens "Skate Park", un estudi musical, un galpó per a recitals i un stand de la Universitat de Buenos Aires; el Bosc de Jocs, 4 places de diferents temàtiques: Natuplaza, Plaza Galàxia, La Plaça Arcor i Jocs sonors, plaça de sons; El Parc del Moviment, pel seu costat, incloïa stands de diferents empreses automotrius que operen a Argentina, marques de maquinària agrícola, sectors per a educació viària, trens, 2 pavellons de la CONAE i un xou de BMX; i finalment, la Poma de la Integració explicava en aquesta ocasió amb 7 stands relatius al govern, l'estat i la seguretat social en Argentina.

## Edició 2013: "El desafiament del Coneixement"

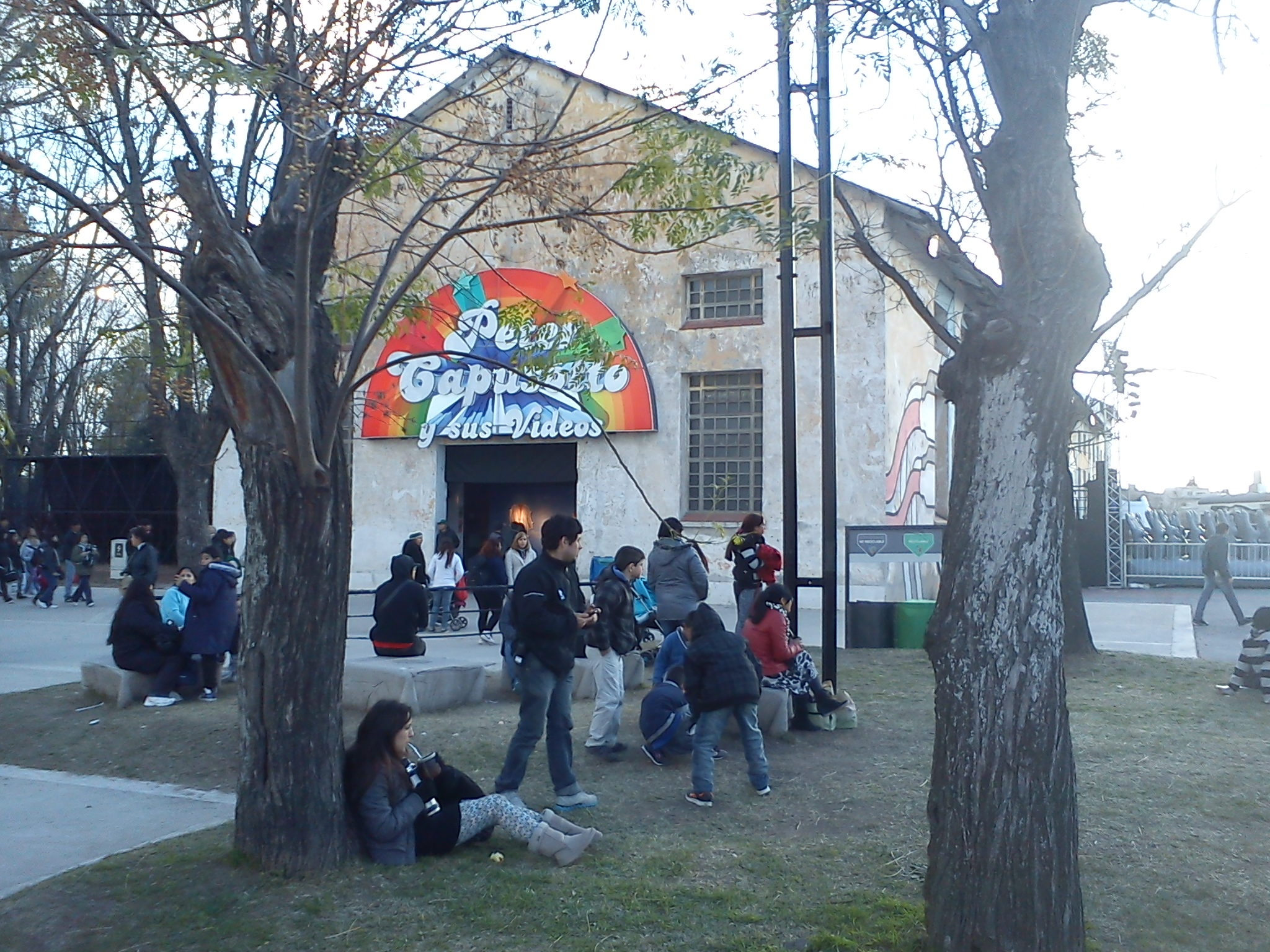
Pavelló reutilitzat per al sector jove de Tecnópolis 2013

El 12 de juliol de 2013 la presidenta Cristina Fernández de Kirchner va deixar inaugurada la tercera edició de la megamostra, amb participació de 164 empreses privades, 100 espais per visitar i la primera participació d'un país convidat, Brasil, que va comptar amb un imponent stand.
En aquesta ocasió es va optar per deixar de costat la sectorització de la mostra en diferents parcs temàtics, però en el seu lloc es va decidir que hi hagi 10 atraccions principals, entre elles, el nou "Aquari Argentí". A més, el gegantesc Predi Firal va ser renovat i expandit, i es van exhibir xous musicals d'impactant desplegament artístic i escenogràfic, com "El Sorprenent Musical de Zamba amb Sant Martín"

### Atraccions Principals
Zona Videojocs: Una xarxa de computadores i consoles per jugar videojocs de totes les èpoques, les novetats de videojocs portades per les grans companyies i diferents desenvolupaments locals van estar presents en aquest sector. A més va haver-hi tornejos, tallers i conferències relacionades al món virtual.
Mare Terra: Desenvolupaments en enginyeria genètica i en la indústria agropecuària, amb un stand del INTA i animals de camp en exposició.

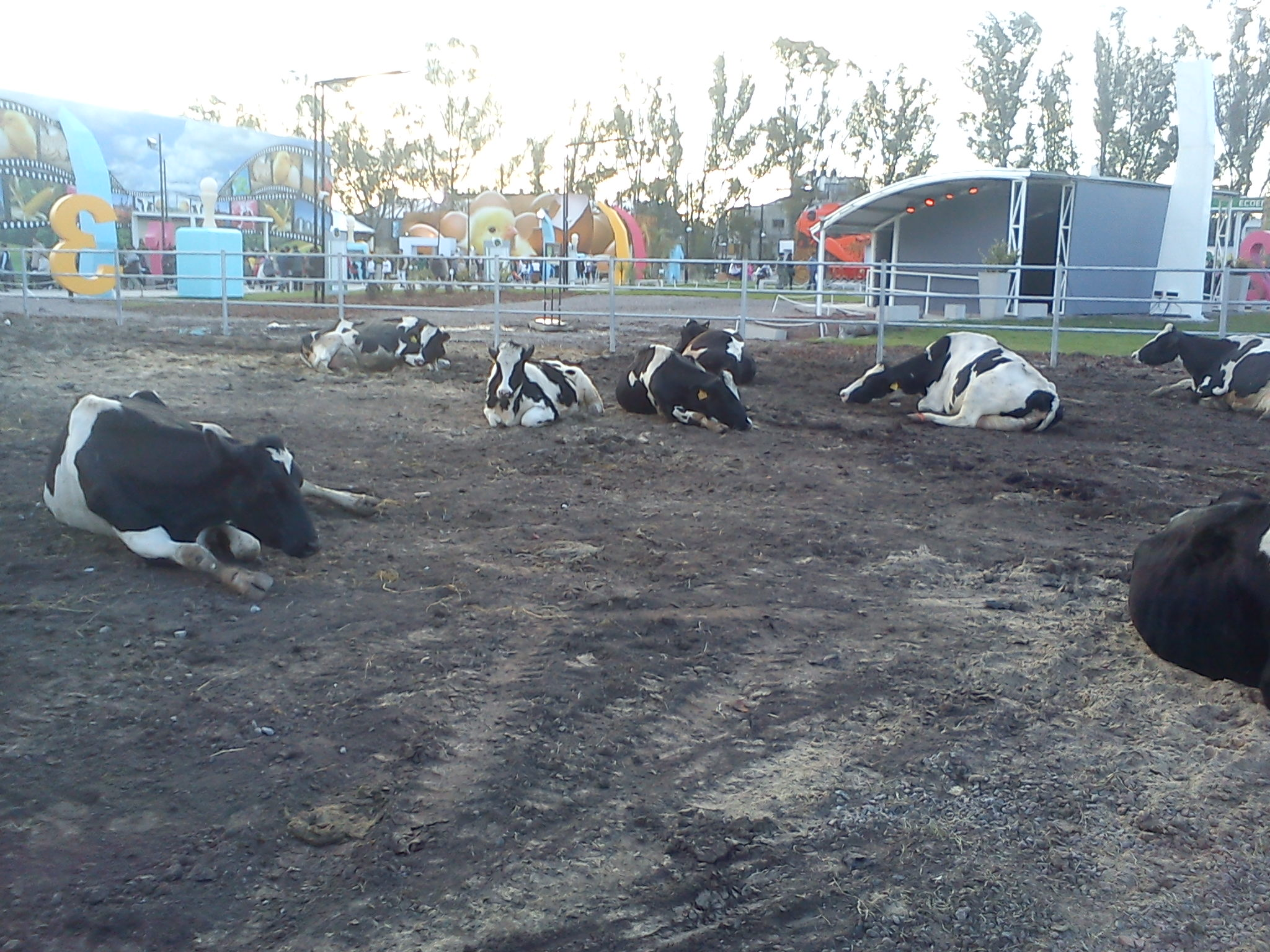
Vacas en Tecnópolis

Rockópolis: Un espai destinat a la història del Rock Nacional, un museu de Peter Capusotto i els seus Videos, un inflable simulant el públic d'un estadi, van estar presents en aquest sector. 

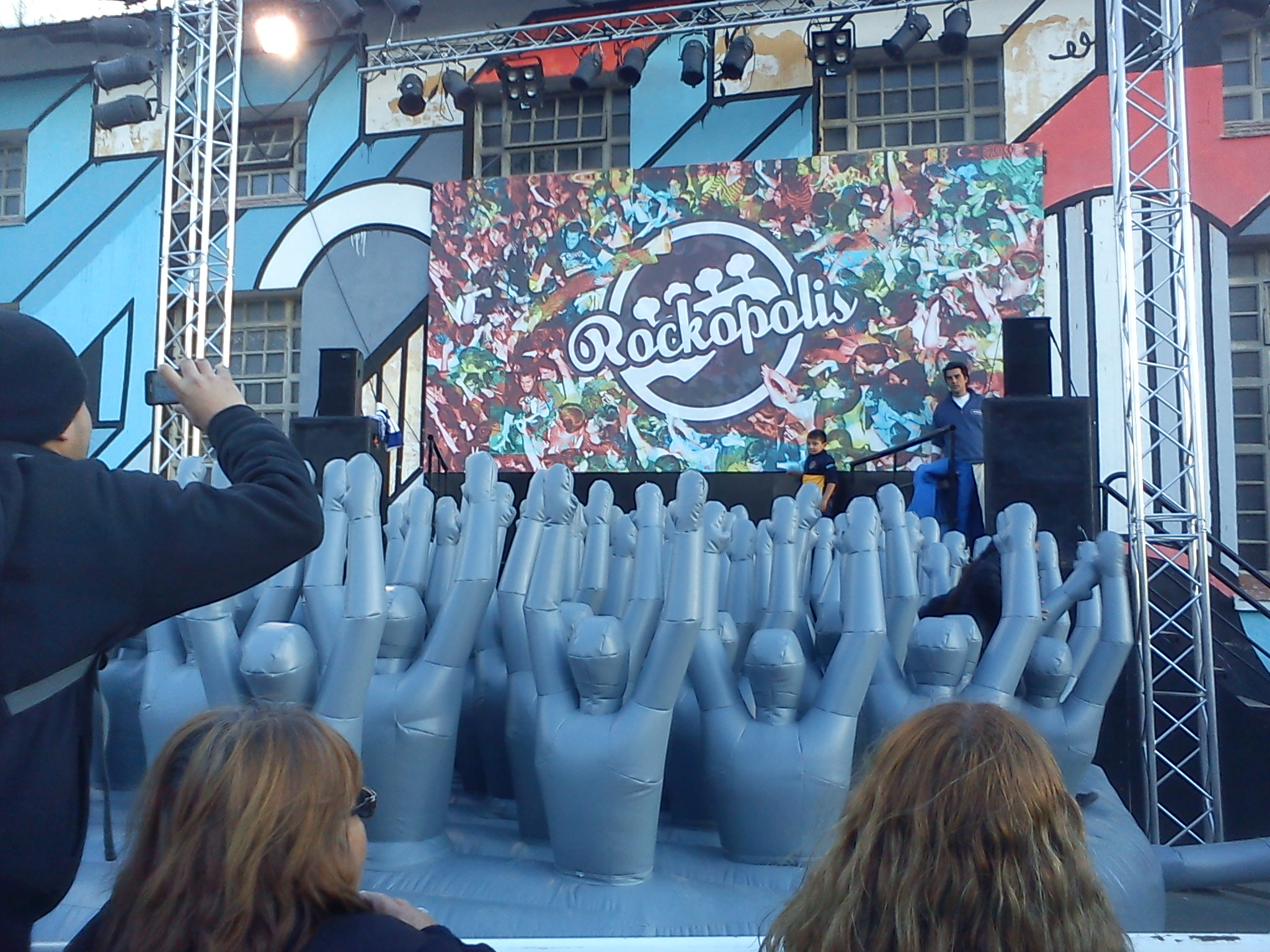
Escenari amb públic inflable en el sector Rockópolis de Tecnópolis

Fàbrica de sons: Un sector a l'aire lliure amb diferents elements urbans que van ser reutilitzats i convertits en instruments de percussió i de vent, on la banda "El Xoc Urbà" realitzava xous i tallers per al públic del parc.
Aquari Argentí: Un aquari amb gran varietat d'espècies marines autòctones i de tot el món, que aconsegueix submergir al visitant en una experiència única, gràcies a la seva gegantesca xarxa de tubs d'acrílic i tancs d'aigua que permeten que els peixos i taurons envoltin a la gent. S'accedeix per torns i amb un guia especialitzat.
Terra de Digues-nos: L'atracció estrella d'edicions anteriors, aquesta vegada va ser expandida i millorada, amb dues mil metres quadrats addicionals i 10 espècies més que l'anterior. En aquesta ocasió "Terra de Digues-nos" va ser ambientada en l'era mesozoica i va tenir com a protagonista a un exemplar de 35 metres de llarg.
Evolució Humana: Un extens recorregut teixat que mostrava el procés evolutiu de 6,5 milions d'anys, al que es podia accedir per compte propi o amb visita guiada. El visitant es desplaça per diferents sectors que imiten diferents condicions ambientals i climàtiques. El recorregut finalitza amb una exposició sobre el cos humà.
Ciència per a Tots: Immens predi amb jocs matemàtics dissenyats per Adrian Paenza, activitats de física, nanotecnologia i robòtica, amb gran presència d'experts explicant al publico de forma didàctica i per mitjà dels elements i estructures del pavelló.
Passions Argentines: Un sector que permet al visitant participar i interactuar amb moments i personatges de l'esport argentí, a través de jocs, projeccions, hologrames i xerrades esportives. El gol del segle, Juan Manuel Fangio, Lionel Messi, van anar alguns fets i personatges presents a través de l'exposició.
Món Zamba: Mini parc temàtic infantil educatiu que posseeix una escaleta, un laberint, un "samba" mecànic i en el qual estan presents els pròceres argentins i els personatges del programa de televisió "La sorprenent Excursió de Zamba", que pot ser vist en una pantalla geganta. A més posseeix atraccions relacionades amb la història, les Belles arts, la paleontologia, l'astronomia i la música.

## Edició 2014: "Un món per descobrir"
La quarta edició de Tecnópolis va ser inaugurada el 16 de juliol de 2014, per primera vegada sense la presència de la Cap d'Estat, a causa de problemes de salut. Qui es va fer present en representació de la Presidenta va ser el llavors Cap de Gabinet de Ministres, Jorge Capitanich. La megamostra va continuar sumant empreses, aquesta vegada 200 companyies hi participarien.
Aquesta vegada la fira es trobava classificada en vuit recorreguts distribuïts per tot el parc. En aquesta ocasió les atraccions van presentar algunes renovacions, com en el cas de l'Aquari Argentí i d'Aerolínies Argentines, l'experiència de volar.

## Edició 2015: "Futur per sempre"
La cinquena edició de Tecnópolis va començar el dijous 16 de juliol, aquesta vegada comptant amb una pista de patinatge i novament una rampa per lliscar-se, ambdues atraccions sobre gel. També compta amb un espai dedicat al Arsat-1, el primer satèl·lit geoestacionari de telecomunicacions fabricat en Argentina. A més, es pot accedir a la Muntanya de Newton, una muntanya russa dedicada a explicar els descobriments del físic anglès. S'espera que la mostra funcioni fins al mes de novembre de 2015.

## Galeria edició 2011

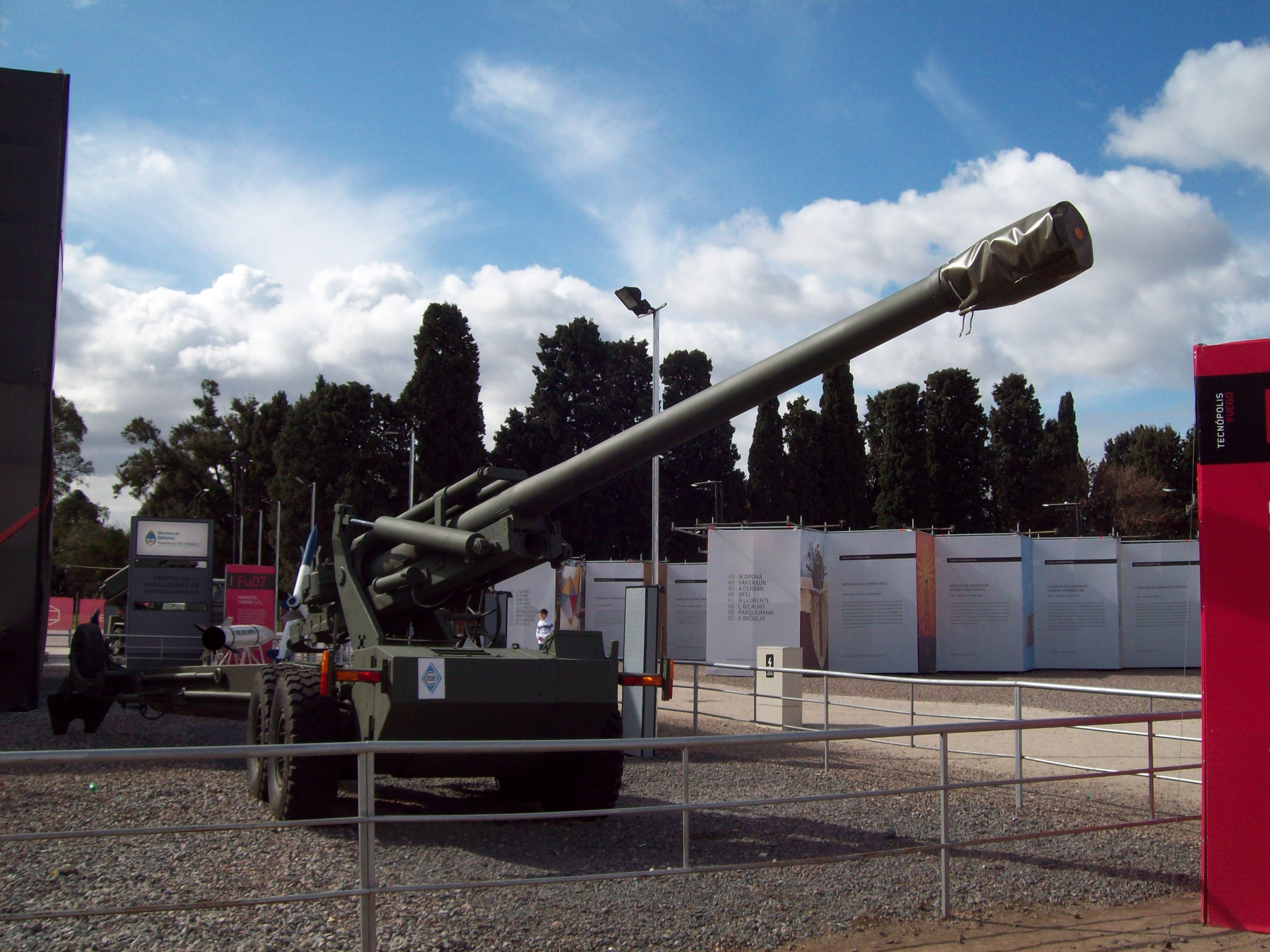
Artilleria de 155 mm.
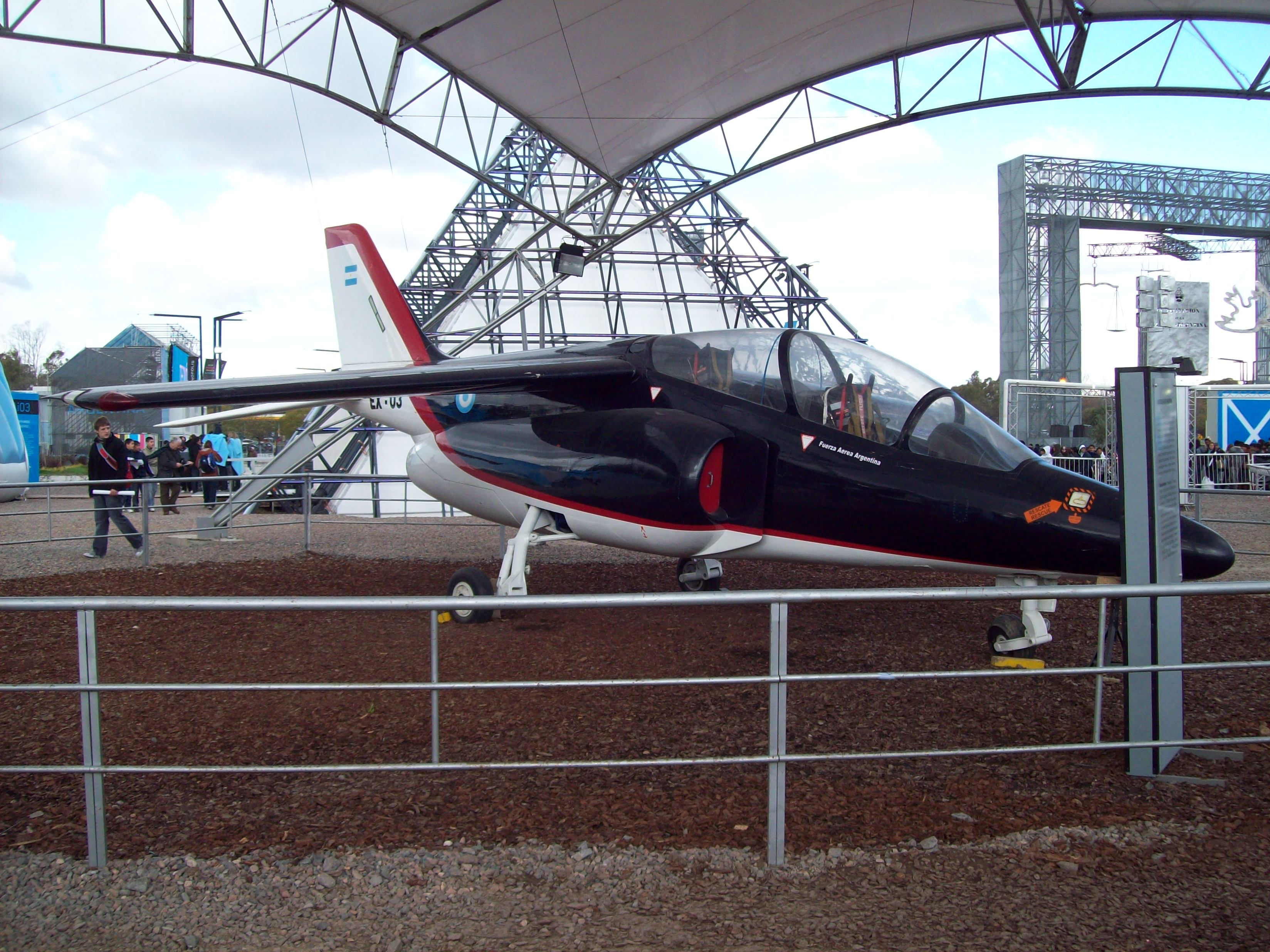
Avió IA-63 Pampa, prototip EX-03
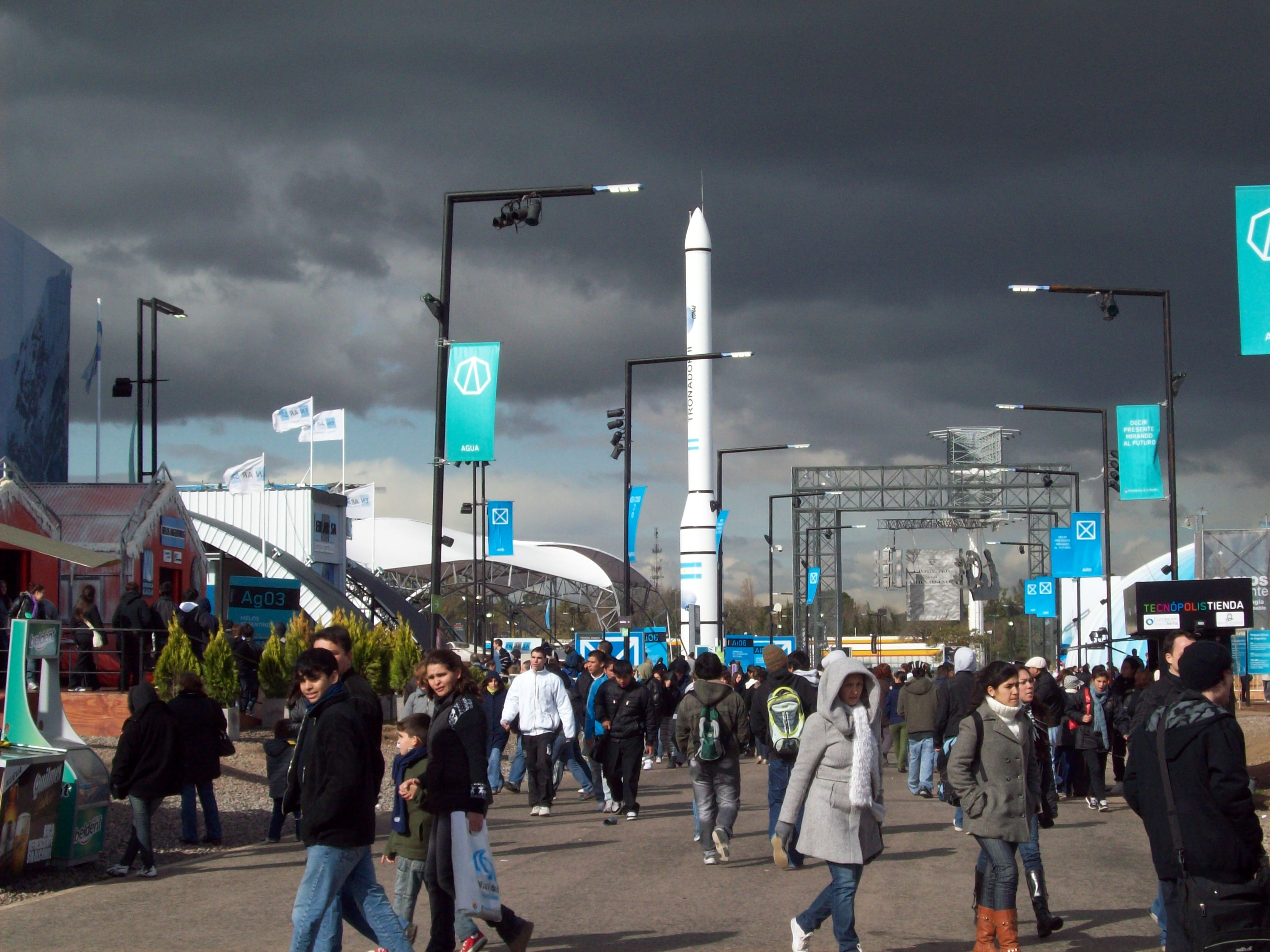
Vista llunyana del Tronador II.
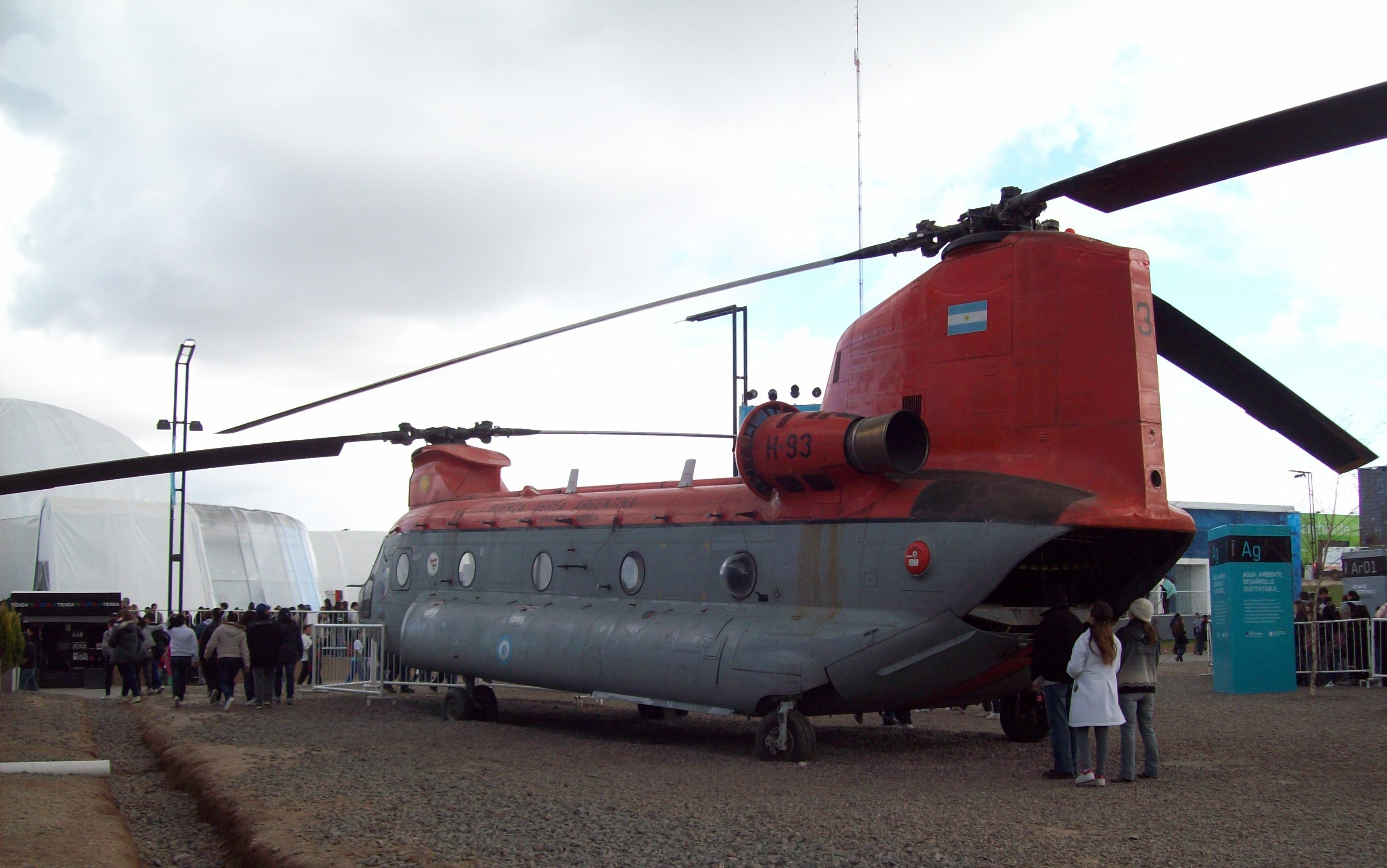
Helicòpter CH-47 Chinook
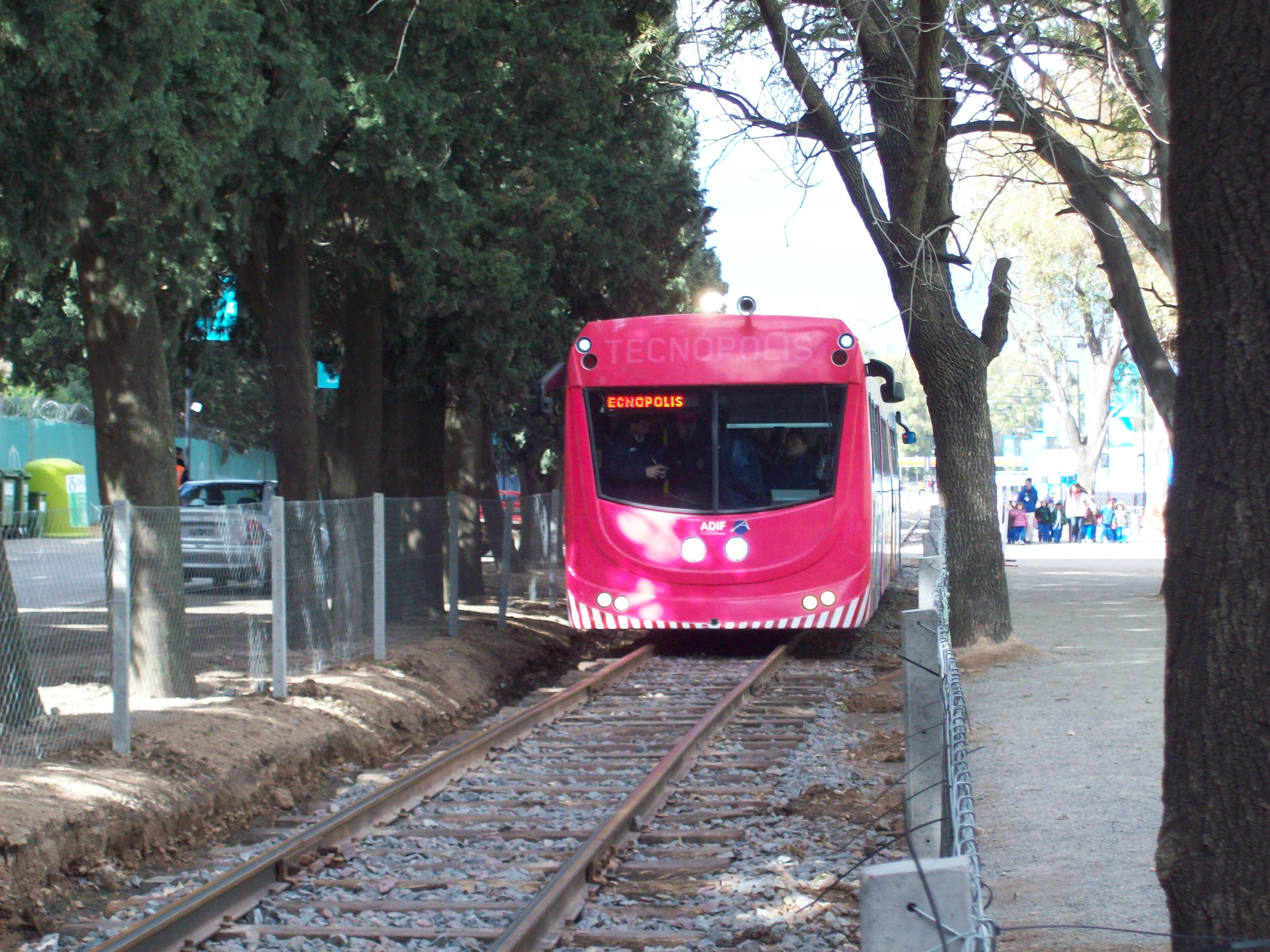
Tramvia TecnoTren de Tecnópolis.
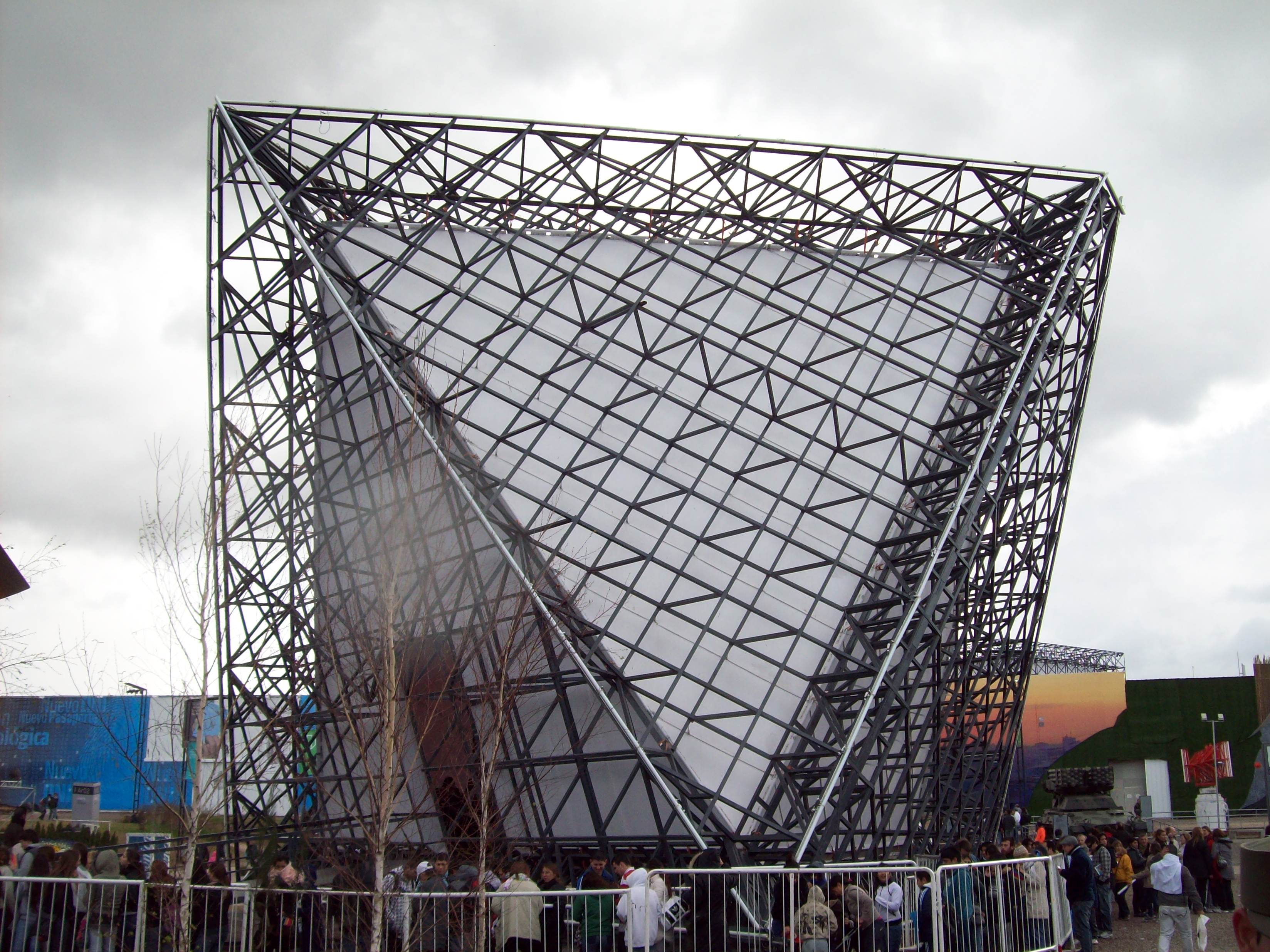
Una de les atraccions de Tecnópolis.
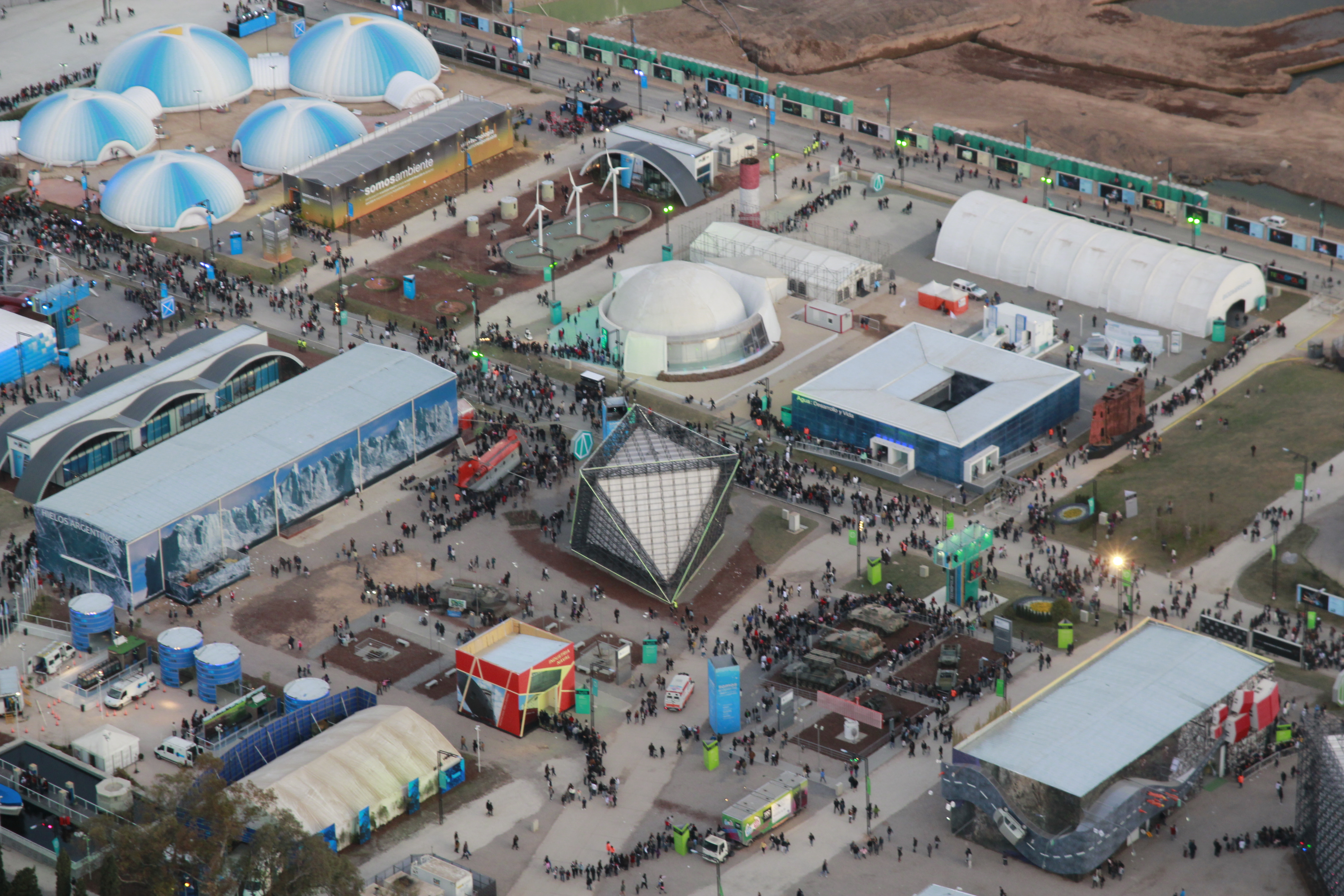
Vista aèria.

## Galeria edició 2012

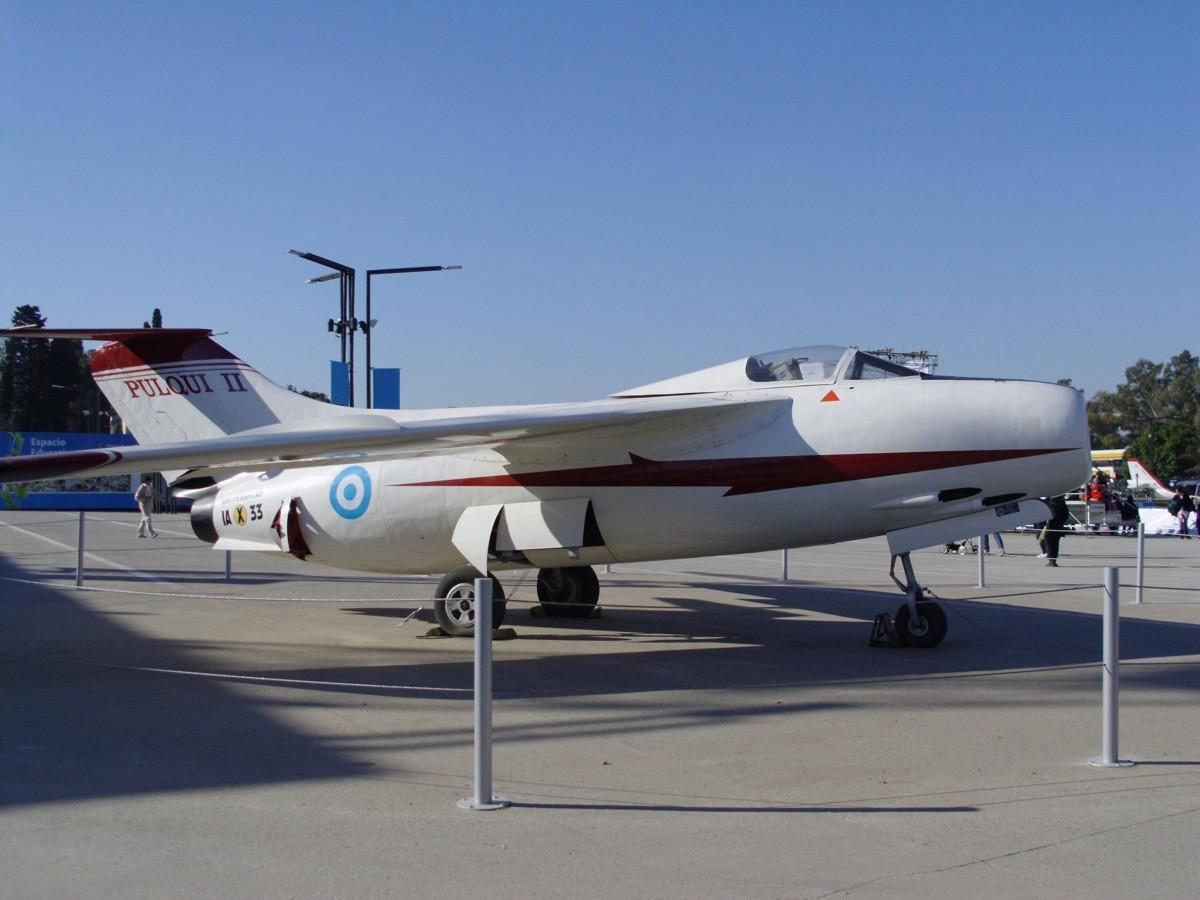
Pulqui II. Avió de reacció dissenyat a Argentina en 1950
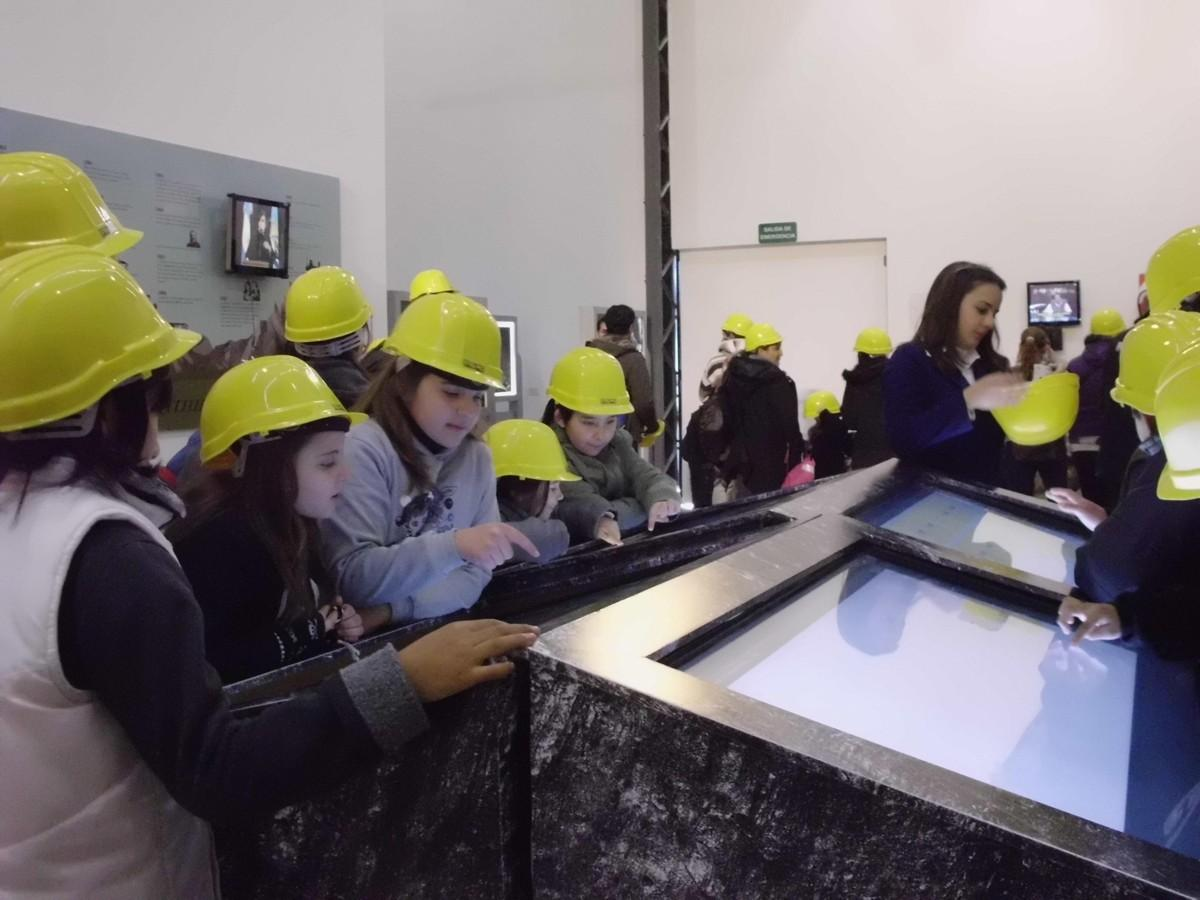
Jocs infantils en el stand de YCRT
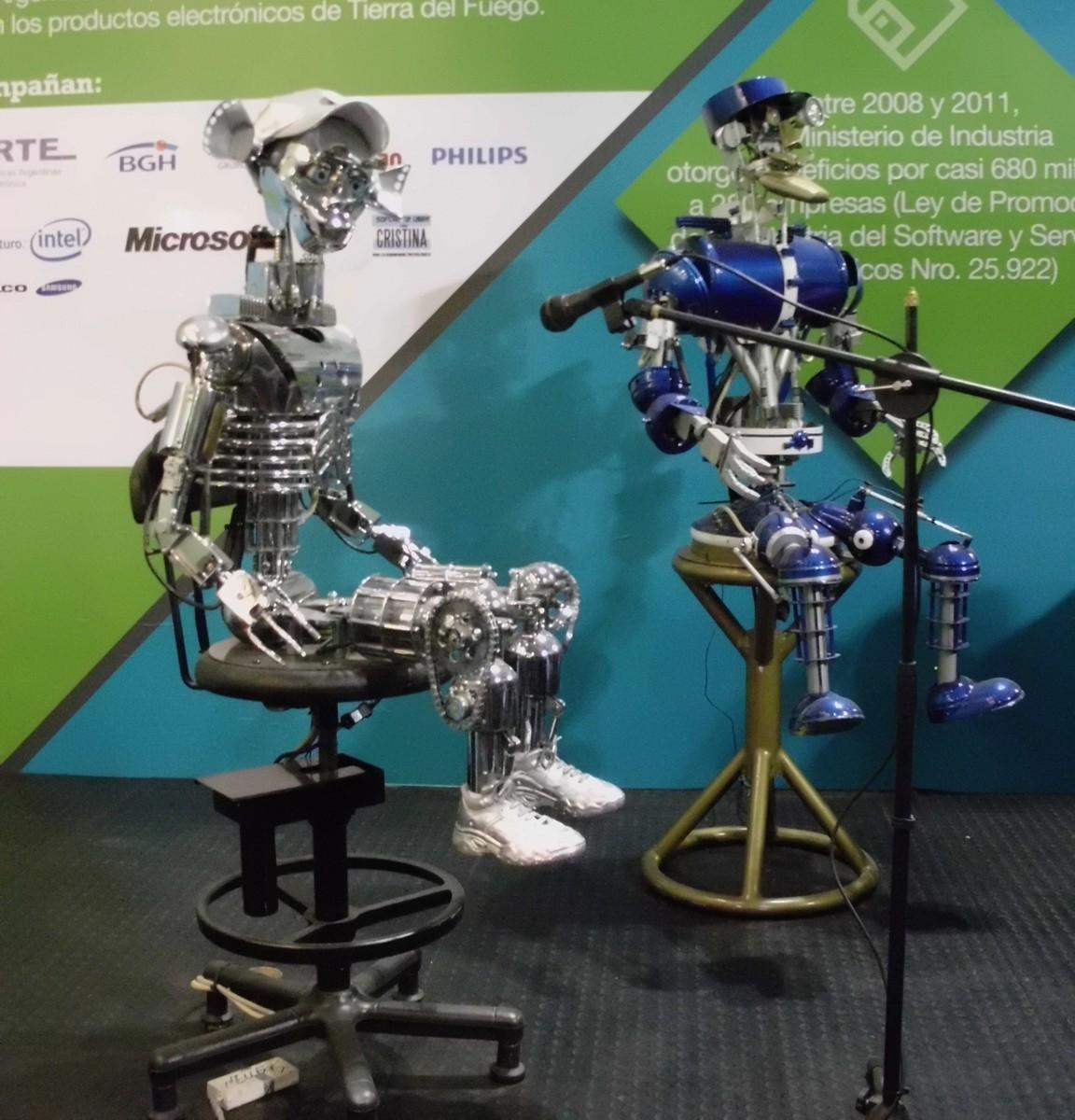
Tecnópolis 2012. Robots parlants
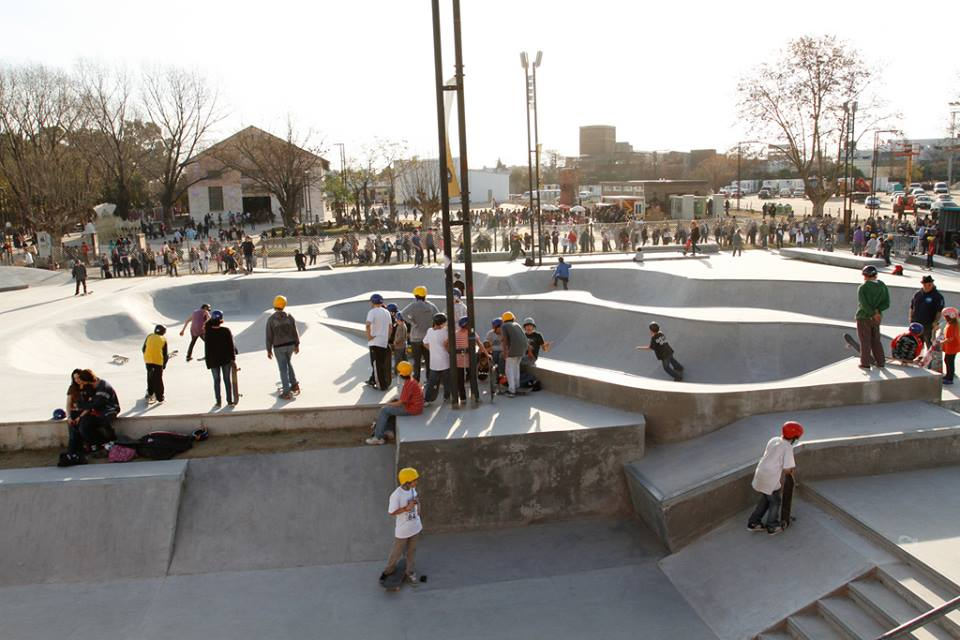
Pista de patinatge en Tecnópolis 2012